# Haar-ziekte (taal)
Haar-ziekte is een informele en pejoratieve benaming voor het in het Nederlands voorkomende verschijnsel van 'onnodige vrouwelijke verwijzing'. Hierdoor wordt naar bepaalde zelfstandige naamwoorden die oorspronkelijk niet vrouwelijk zijn – met name bepaalde types onzijdige woorden – verwezen met het vrouwelijk bezittelijk voornaamwoord haar. Dit wordt volgens ANS nog niet algemeen als correct beschouwd.

## Provisorische naam
De spottende aanduiding haar-ziekte bestaat al decennia. Er is geen formele taalkundige benaming voor het verschijnsel. Er is ook geen eigen literatuur over, behoudens de historische verklaring van Van der Sijs (2004). Men omschrijft het verschijnsel normatief wel als: het ten onrechte gebruiken van haar als verwijswoord of, en dan louter descriptief, als: het gebruik van vrouwelijke verwijswoorden bij mannelijke en onzijdige woorden.

## Oorsprong
Volgens Nicoline van der Sijs (2004), zoals weergegeven in een taaladvies van het Genootschap Onze Taal, is de neiging om foutief naar woorden als raad, bestuur, dienst, publiek en staat met haar en zij te verwijzen al oud. Een dergelijk gebruik van het voornaamwoord haar is ook door Joop van der Horst al gesignaleerd in de 17e en 18e eeuw, onder meer bij Titsingh en de dichter Jan Vos. Rond 1920 kwam het in diverse Nederlandse kranten zoals De Tijd voor. Sinds het eind van de 20e eeuw lijkt het gaandeweg steeds meer op te treden.
Voorbeelden van dit gebruik uit de 17e eeuw zijn (ontleend aan Van der Sijs 2004; hier voorzien van markeringen):
- Dit volk verbrandt haar doden
- Het hof heeft dit door haar arglistigheid bereikt

### Herinterpretatie
Het persoonlijk voornaamwoord haar werd aanvankelijk gebruikt in de verwijzing naar het meervoud van alle drie de woordgeslachten. Ook in de verwijzing naar collectiva was haar waarschijnlijk oorspronkelijk een meervoud, en tot en met de negentiende eeuw werd het als zodanig onderscheiden:
- Nadat de vrouwen uit het gezelschap zich verzameld hadden, werd haar een cadeau aangeboden.[6]

Vanaf de 18e eeuw ging men volgens Van der Sijs de verwijzing met haar ook gebruiken voor de verwijzing naar collectiva en abstracta als arbeid, dienst en tijd. In deze periode werd het meervoud haar steeds meer verdrongen door het meervoud hun. Bij een verwijzende constructie als "den staat (...) en hare onderdanen" werd haar daardoor steeds vaker geïnterpreteerd als een vrouwelijk enkelvoud. 
 Op dezelfde manier kon naar een het-woord met haar worden verwezen. Ook volgens Jan Renkema hangt het gebruik van haar bij collectiva althans voor een deel hiermee samen.
Karakteristieke voorbeelden van het onjuist gebruik zijn verder de volgende (niet ontleend aan Van der Sijs 2004; hier voorzien van markeringen):
- Het orkest kent in haar geschiedenis drie dirigenten.[8]

- Het imponerende Palazzo Strozzi vult dit najaar haar zalen met meesterwerken van onder anderen Botticelli, Fra Angelico en Del Pollaiolo.[9]

- Vrijdag viert het Studiecentrum Eerste Wereldoorlog haar tienjarig bestaan.[10]

- Een bedrijf en haar moederbedrijf

De vier hier als onderwerp gebruikte onzijdige substantiva hebben gemeenschappelijk dat ze collectiva zijn en/of verwijzen naar instellingen uit de culturele en/of economische sfeer, wat kan wijzen op een tendens om abstracte en collectieve begrippen bij voorbaat als vrouwelijk op te vatten. Hieruit is verder op te maken, dat een (on)bewust vrouwelijke conceptualisatie en categorisatie in sommige gebruikssferen sterker is dan de grammaticale. Dat zou ten dele al vanuit een oude, min of meer mythologische traditie kunnen stammen. Het kan ook een hernieuwde, meer recente of modieuze tendens zijn. Voor het huidige Nederlands zou men hier kunnen spreken van een culturele preferentie.

## Aardrijkskundige namen
Het verschijnsel manifesteert zich, behalve bij de reeds genoemde collectiva en abstracta, met name ook geregeld bij geografische en topografische aanduidingen, die volgens de regels doorgaans onzijdig zijn:
| fout:    | Frankrijk heeft haar rol in Europa en de wereld ook te danken aan de eigenschappen van de cultuur.                         |
| correct: | Frankrijk heeft zijn rol in Europa en de wereld ook te danken aan de eigenschappen van de cultuur. (immers: het Frankrijk) |
|          | |
| fout:    | Zij ondersteunt Amsterdam en haar horeca-ondernemers.                                                                      |
| correct: | Zij ondersteunt Amsterdam en zijn horeca-ondernemers. (immers: het Amsterdam)                                              |
De volgende zin wordt daarentegen wél algemeen als grammaticaal correct beschouwd:
- Het gaat tevens om de stad Amsterdam met haar sterke zakelijke dienstverlening.

Haar verwijst hier naar het kernwoord stad, dat in modern Nederlands zowel mannelijk als vrouwelijk is. In deze zin kan het bezittelijk voornaamwoord zijn dus evengoed worden gebruikt als het woord haar, mits consequent gebruikt in de hele tekst.

## In andere talen
Het verschijnsel dat onder meer naar steden en landen met vrouwelijke pronomina wordt verwezen, terwijl de namen in kwestie volgens de grammaticale regels onzijdig zijn, beperkt zich als zodanig niet tot de Nederlandse taal. Ook in het Engels – dat verder in zijn moderne vorm vrijwel geen zijdig (m/v) geslacht voor onbezielde zaken kent – komt het af en toe voor. Vermoedelijk wordt ook hier voor alles een stilistisch effect beoogd. Verder worden ook schepen in het Engels geregeld als vrouwelijk aangeduid, in afwijking van de standaardregel dat naar onbezielde zaken standaard met it wordt verwezen.